# 荣誉圣殿
荣誉圣殿 (德語：Ehrentempel)是德国慕尼黑的两座建筑，由纳粹党在1935年建造，安葬在啤酒馆政变中死去的十六名纳粹党党员的石棺。1947年1月9日，荣誉圣殿的主体建筑被美国军队摧毁，作为去纳粹化的一部分。
1933年11月8日，希特勒在贝格勃劳凯勒啤酒馆（政变开始的地方）发表演讲，第二天，在统帅堂东侧，揭幕了一个小纪念碑，下面有一块牌匾，两名警察或党卫队成员在纪念碑基座的两侧站岗，要求經過的路人行纳粹礼再走。如果要避开纪念碑，避免行礼，可以选择附近一条小的後街，戰后被称为“逃避者巷”（Drückebergergasse）。

## 启用典礼
由于希特勒发动长刀之夜的清算行动，因此在1934年的周年纪念日，并没有举行纪念行军。次年的11月8日，政变烈士的遗骨从坟墓里挖出来，安葬到统帅堂的16个塔下面，塔上刻有他们的名字。第二天，遗骨从纪念碑的台阶抬下来，放在车上，盖上国旗，通过两旁挤满了群众的街道，前往在国王广场由保罗·路德维希·托洛斯特新建的荣誉圣殿，有400根柱子，顶部是永恒的火焰。老兵们将沉重的石棺慢慢放置到位时，旗帜降下。荣誉圣殿的两栋建筑物，分别安葬了八名烈士的石棺，石棺上面刻着他们的名字。
这场运动的烈士们安葬在厚重的黑色石棺中，屋顶敞开，暴露在雨水和阳光之下。1944年，大区长官阿道夫瓦格纳中风去世，安葬在两座圣殿之间的草地，距北圣殿只有数米远。
在荣誉圣殿，参观者必须保持安静，不许戴帽，不许儿童跑到圣殿中心。荣誉圣殿用石灰石建造，只有屋顶使用了钢和混凝土，以及蚀刻玻璃马赛克。现在仅存的部分是圣殿的底座，尺寸为70英尺（21），每根柱子间隔23英尺（7.0）。石棺的总重超过2,900英磅（1,300）。

## 战后
1945年7月5日，美国占领军将遗骨从荣誉圣殿中取出，联系他们的家属。他们可以选择将亲人埋葬在慕尼黑的无名墓地、家族墓地，或将无人认领的尸体火化，这是在德国戰敗後對納粹成員常见的安葬做法。
建筑物的柱子，用于制造市政公交车的刹车蹄片，以及用于重建在战争中被毁坏的美术馆。石棺遭融化，送往慕尼黑电车公司，用作焊接材料，修复在战争中被破坏的铁轨和电线。
1947年1月9日，建筑物的上部被炸毁，中心部分随后部分被埋，但经常充满雨水，形成了一座天然纪念物。当德国重新统一后，曾有计划在荣誉圣殿的旧址开设紀念性的啤酒花园，餐厅或咖啡馆，但由于遗址上生长的植被，计划受阻。因此，圣殿没有遭到彻底破坏，基座仍然保留，位于Briennerstrasse和Arcisstrasse的拐角处。在1947年到1990年之间，建筑物下面的地下室被发现。2007年挂了一块小牌子加以说明當年的事件。